# Naemorhedus griseus
El goral gris o goral chino (Naemorhedus griseus) es una especie de mamífero artiodáctilo de la subfamilia Caprinae del este de China, del nordeste de India y del norte de Indochina (Birmania, Tailandia y Vietnam).
Se distinguen dos subespecies :
- Naemorhedus griseus evansi, Shackleton 1997 (ex Naemorhedus caudatus evansi).
- Naemorhedus griseus griseus (ex Naemorhedus caudatus griseus).